# Приховане
«Приховане» — психологічний трилер Міхаеля Ганеке, знятий за його ж сценарієм. Головні ролі виконали Данієль Отей та Жульєт Бінош. Прем'єра стрічки відбулась 14 травня 2005 на Каннському кінофестивалі.

## Сюжет
Родина Лоран починає отримувати відеокасети з записом їхнього повсякденного життя та тривожні малюнки. Це починає турбувати сім'ю. Через відсутність складу злочину поліція відмовляється розслідувати справу.
Жорж починає підозрювати свого ровесника алжирця Маджида. Вони знайомі з дитинства та не спілкувались вже багато років. Тато та мама алжирця працювали на батьків Жоржа у 60-х. Під час демонстрацій проти Алжирської війни  (Паризький погром) вони загинули. Батьки Жоржа вирішила усиновити шестирічного алжирського хлопчика. Та це не сподобалось їх рідному сину, який обмовив  Маджида, і того відправили в притулок.
Жорж йде у будинок Маджида, який відмовляється від причетності до історії з касетами. Через певний час Лоран отримує запрошення від алжирця. На очах Жоржа той чинить самогубство, що підтвердила й поліція.

## У ролях
| Актор               | Персонаж    | Роль                    |
| ------------------- | ----------- | ----------------------- |
| Данієль Отей        | Жорж Лоран  | голова родини Лоран     |
| Жульєт Бінош        | Анна Лоран  | дружина Жоржа           |
| Лестер Македонський | П'єро Лоран | син Жоржа та Анни       |
| Даніель Дюваль      | П'єр        | друг родини Лоран       |
| Моріс Бенішу        | Мажид       | син алжирців            |
| Валід Афкір         | Юнак        | син Маджида             |
| Бернар Ле Кок       | Бос         | головний редактор Жоржа |
| Анні Жирардо        | Мама        | мати Жоржа              |
| Дені Подалідес      | Івон        |                         |

## Створення фільму

### Знімальна група
- Кінорежисер — Міхаель Ганеке
- Сценарист — Міхаель Ганеке
- Кінопродюсер — Файт Хайдушка
- Виконавчі продюсери — Ендрю Колтон, Міхаель Катц, Маргарет Менегоз
- Кінооператор — Крістіан Бергер
- Кіномонтаж — Майкл Худечек, Надін Мьюз
- Художник-постановники — Еммануель де Шовіньї, Крістоф Кантер
- Підбір акторів — Коломба Фалькуччі, Кріс Портьє де Беллер
- Художник по костюмах — Лісі Крістл[1].

## Сприйняття

### Критика
Фільм отримав позитивні відгуки. На сайті Rotten Tomatoes оцінка фільму становить 89 % на основі 131 відгуку від критиків (середня оцінка 7,8/10) і 78 % від глядачів із середньою оцінкою 3,6/5 (51,182 голоси). Фільму зарахований «стиглий помідор» від кінокритиків та «попкорн» від глядачів, Internet Movie Database — 7,3/10 (56 874 голоси), Metacritic — 83/100 (37 відгуки критиків) і 6,6/10 від глядачів (255 голосів).

### Номінації та нагороди
| Нагороди та номінації фільму «Приховане» | Нагороди та номінації фільму «Приховане»                | Нагороди та номінації фільму «Приховане»      | Нагороди та номінації фільму «Приховане» | Нагороди та номінації фільму «Приховане» | Нагороди та номінації фільму «Приховане» |
| Рік                                      | Кінофестиваль/кінопремія                                | Категорія/нагорода                            | Номінант                                 | Результат                                |                                          |
| ---------------------------------------- | ------------------------------------------------------- | --------------------------------------------- | ---------------------------------------- | ---------------------------------------- | ---------------------------------------- |
| 2005                                     | Каннський кінофестиваль                                 | Найкращий режисер                             | Міхаель Ганеке                           | Перемога                                 |                                          |
| 2005                                     | Каннський кінофестиваль                                 | Приз ФІПРЕССІ                                 | Міхаель Ганеке                           | Перемога                                 |                                          |
| 2005                                     | Каннський кінофестиваль                                 | Приз екуменічного журі                        | Міхаель Ганеке                           | Перемога                                 |                                          |
| 2005                                     | Каннський кінофестиваль                                 | Золота пальмова гілка                         | Міхаель Ганеке                           | Номінація                                |                                          |
| 2005                                     | Європейський кіноприз                                   | Найкращий фільм                               | Файт Хайдушка                            | Перемога                                 |                                          |
| 2005                                     | Європейський кіноприз                                   | Найкращий режисер                             | Міхаель Ганеке                           | Перемога                                 |                                          |
| 2005                                     | Європейський кіноприз                                   | Найкращий актор                               | Данієль Отей                             | Перемога                                 |                                          |
| 2005                                     | Європейський кіноприз                                   | Найкращий монтаж                              | Майкл Худечек, Надін Мьюз                | Перемога                                 |                                          |
| 2005                                     | Європейський кіноприз                                   | Приз ФІПРЕССІ                                 | Міхаель Ганеке                           | Перемога                                 |                                          |
| 2005                                     | Європейський кіноприз                                   | Найкраща актриса                              | Жульєт Бінош                             | Номінація                                |                                          |
| 2005                                     | Європейський кіноприз                                   | Найкращий сценарист                           | Міхаель Ганеке                           | Номінація                                |                                          |
| 2005                                     | Європейський кіноприз                                   | Найкращий оператор                            | Крісіиан Бергер                          | Номінація                                |                                          |
| 2005                                     | Асоціація кінокритиків Лос-Анджелеса                    | Найкращий фільм іноземною мовою               | Міхаель Ганеке                           | Перемога                                 |                                          |
| 2005                                     | Спільнота кінокритиків Сан-Франциско                    | Найкращий фільм іноземною мовою               | «Приховане»                              | Перемога                                 |                                          |
| 2005                                     | Європейський кінофестиваль в Сивіллі                    | Приз Євроімідж                                | Міхаель Ганеке                           | Перемога                                 |                                          |
| 2005                                     | Південно-Східна асоціація кінокритиків                  | Найкращий фільм іноземною мовою               | «Приховане»                              | Перемога                                 |                                          |
| 2005                                     | Міжнародний кінофестиваль у Вальядоліді                 | 50-й ювілейний приз                           | Міхаель Ганеке разом з «Мандерлей»       | Перемога                                 |                                          |
| 2005                                     | Міжнародний кінофестиваль у Вальядоліді                 | Золотий колос                                 | Міхаель Ганеке                           | Номінація                                |                                          |
| 2005                                     | Кіноопитування Village Voice                            | Найкращий фільм                               | «Приховане»                              | 8-е місце                                |                                          |
| 2005                                     | Кіноопитування Village Voice                            | Найкращий режисер                             | Міхаель Ганеке                           | 4-е місце                                |                                          |
| 2005                                     | Кіноопитування Village Voice                            | Найкращий сценарій                            | Міхаель Ганеке                           | 5-е місце                                |                                          |
| 2006                                     | Аргентинська академія кінематографічних мистецтв і наук | Найкращий фільм іноземною мовою               | Міхаель Ганеке                           | Номінація                                |                                          |
| 2006                                     | Премія британського незалежного кіно                    | Найкращий іноземний незалежний фільм          | «Приховане»                              | Перемога                                 |                                          |
| 2006                                     | Кінопремія «Вибір критиків»                             | Найкращий фільм іноземною мовою               | «Приховане»                              | Номінація                                |                                          |
| 2006                                     | Асоціація кінокритиків Чикаго                           | Найкращий фільм іноземною мовою               | «Приховане»                              | Перемога                                 |                                          |
| 2006                                     | Асоціація кінокритиків Чикаго                           | Найкращий фільм іноземною мовою               | «Приховане»                              | Перемога                                 |                                          |
| 2006                                     | Сезар                                                   | Найкращий актор другого плану                 | Моріс Бенішу                             | Номінація                                |                                          |
| 2006                                     | Сезар                                                   | Найкраща режисерська робота                   | Міхаель Ганеке                           | Номінація                                |                                          |
| 2006                                     | Сезар                                                   | Найперспективніший актор                      | Валід Афкір                              | Номінація                                |                                          |
| 2006                                     | Сезар                                                   | Найкращий сценарій                            | Міхаель Ганеке                           | Номінація                                |                                          |
| 2006                                     | Давид ді Донателло                                      | Найкращий європейський фільм                  | Міхаель Ганеке                           | Номінація                                |                                          |
| 2006                                     | Кінофестиваль «Діагональ»                               | Найкращий художній фільм                      | Міхаель Ганеке                           | Перемога                                 |                                          |
| 2006                                     | Gold Derby Awards                                       | Фільм іноземною мовою                         | «Приховане»                              | Номінація                                |                                          |
| 2006                                     | Золотий жук                                             | Найкращий іноземний фільм                     | Міхаель Ганеке                           | Номінація                                |                                          |
| 2006                                     | Міжнародна спільнота кінолюбів                          | Найкращий іфільм не англійською мовою         | «Приховане»                              | 3-є місце                                |                                          |
| 2006                                     | Срібна стрічка                                          | Найкращий дубляж                              | Алессандра Коромпай                      | Перемога                                 |                                          |
| 2006                                     | Срібна стрічка                                          | Найкращий іноземний режисер                   | Міхаель Ганеке                           | Номінація                                |                                          |
| 2006                                     | Премія Лондонського кола кінокритиків                   | Найкраща жіноча акторська робота року         | Жульєт Бінош                             | Номінація                                |                                          |
| 2006                                     | Премія Лондонського кола кінокритиків                   | Найкращий фільм року на іноземній мові        | «Приховане»                              | Номінація                                |                                          |
| 2006                                     | Премія «Люм'єр»                                         | Найкращий кіносценарій                        | Міхаель Ганеке                           | Перемога                                 |                                          |
| 2006                                     | Національна спілка кінокритиків США                     | Найкращий фільм іноземною мовою               | «Приховане»                              | 3-є місце                                |                                          |
| 2006                                     | Асоціація онлайн фільмів та телебачення                 | Найкращий фільм іноземною мовою               | «Приховане»                              | Номінація                                |                                          |
| 2006                                     | Приз спільноти критиків онлайн-фільмів                  | Найкращий фільм іноземною мовою               | «Приховане»                              | Номінація                                |                                          |
| 2006                                     | Золота зірка кіно                                       | Найкращий сценарій                            | Міхаель Ганеке                           | Перемога                                 |                                          |
| 2007                                     | Боділ                                                   | Найкращий не-американський фільм              | Міхаель Ганеке                           | Номінація                                |                                          |
| 2007                                     | Chlotrudis Awards                                       | Найкращий режисер                             | Міхаель Ганеке                           | Перемога                                 |                                          |
| 2007                                     | Chlotrudis Awards                                       | Найкращий фільм                               | «Приховане»                              | Перемога                                 |                                          |
| 2007                                     | Chlotrudis Awards                                       | Найкращий актор                               | Данієль Отей                             | Номінація                                |                                          |
| 2007                                     | Chlotrudis Awards                                       | Найкращий оригінальний сценарій               | Міхаель Ганеке                           | Номінація                                |                                          |
| 2007                                     | Головний кіноприз Бразилії                              | Найкращий фільм іноземною мовою               | «Приховане»                              | Номінація                                |                                          |
| 2007                                     | Імперія                                                 | Найкращий трилер                              | «Приховане»                              | Номінація                                |                                          |
| 2007                                     | Gopo Awards                                             | Найкращий європейський фільм                  | Міхаель Ганеке                           | Номінація                                |                                          |
| 2007                                     | Роберт                                                  | Найкращий не-американський фільм              | Міхаель Ганеке                           | Номінація                                |                                          |
| 2007                                     | SESC Film Festival                                      | Найкращий іноземний фільм                     | Міхаель Ганеке                           | Перемога                                 |                                          |
| 2007                                     | SESC Film Festival                                      | Найкращий іноземний актор                     | Данієль Отей                             | Перемога                                 |                                          |
| 2007                                     | SESC Film Festival                                      | Найкращий іноземний фільм (Нагорода критиків) | Міхаель Ганеке                           | Номінація                                |                                          |
| 2007                                     | SESC Film Festival                                      | Найкращий режисер (Нагорода критиків)         | Міхаель Ганеке                           | Номінація                                |                                          |